# Старый Капитолий (Бостон)
Старый Капитолий (англ. Old State House) — историческое здание в центральной части Бостона, построенное в 1713 году и до 1798 года служившее местом для собраний легислатуры Массачусетса. Старый Капитолий находится на пересечении улиц Стейт (State Street) и Вашингтон (Washington Street) и в настоящее время является музеем. Является девятой из шестнадцати точек на исторической Тропе Свободы.

## История и архитектура

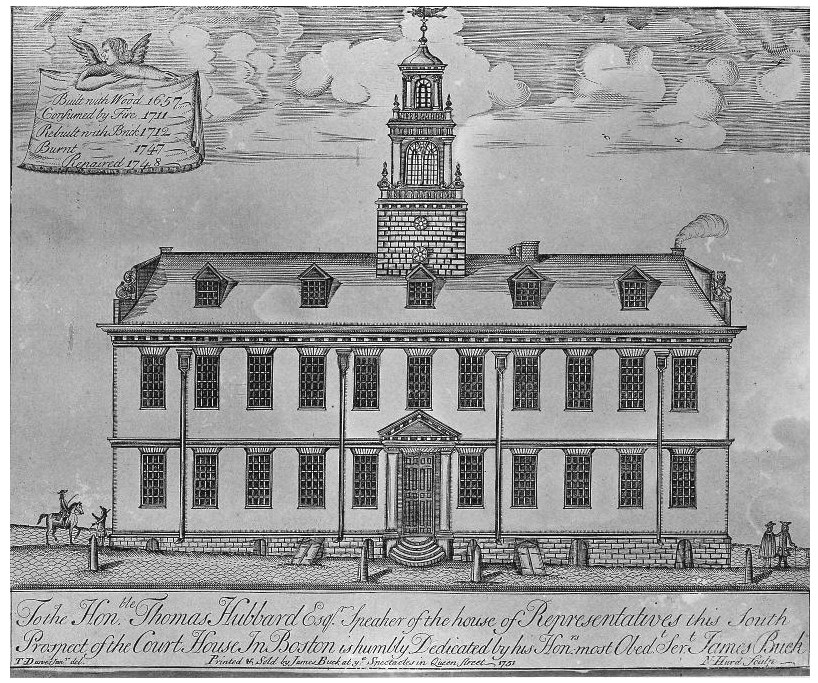
Рисунок здания (1751 год)

18 июля 1776: чтение «Декларации независимости» с балкона здания

Кирпичное здание Старого Капитолия было построено в 1712—1713 годах на месте первой (деревянной) Бостонской ратуши (Boston Town House), которая была воздвигнута в 1657—1658 годах, но сгорела при пожаре в 1711 году. Начиная с 1713 года в этом здании проходили заседания правительства провинции Массачусетс-Бей (англ. Province of Massachusetts Bay).
В 1747 году случился ещё один пожар, в результате которого выгорела внутренняя часть здания, а также была разрушена часть кирпичных стен. Внешний вид здания после восстановления близок к тому, что существует в наше время.
5 марта 1770 года у стен здания произошла Бостонская бойня (англ. Boston Massacre) — в результате стычки между английскими солдатами и бостонскими горожанами, недовольными британской налоговой политикой, были убиты пять безоружных горожан.
18 июля 1776 года с балкона этого здания была зачитана Декларация независимости США. Также в июле 1776 года с фасада здания были демонтированы и сожжены британские королевские символы — лев и единорог.
В 1780 году было образовано содружество Массачусетс со своим губернатором, а с 1788 года штат Массачусетс вошёл в состав США. До 1798 года это здание служило Капитолием Массачусетса (англ. Massachusetts State House). В 1795—1798 годах было построено новое здание Капитолия штата Массачусетс, которое используется в этом качестве и поныне.
С 1798 года здание Старого Капитолия использовалось в торговых целях — в нём было несколько частных магазинов, торговля вином, производство париков и шляп, а также ресторан. В 1820-х годах 2-й этаж здания использовался масонами.
В 1830 году здание Старого Капитолия было отремонтировано, и с 1830 по 1849 год оно использовалось в качестве Бостонской ратуши (англ. Boston City Hall). С 1840 года оно опять использовалось в коммерческих целях и до 1880 года практически не ремонтировалось, в результате чего пришло в плохое состояние.
В 1881 году было образовано «Бостонское общество» (англ. The Bostonian Society), целью которого было сохранение здания Старого Капитолия. При поддержке городских властей Бостона здание было отремонтировано, и ему был возвращён исторический вид — в частности, на восточном фасаде были восстановлены фигуры льва и единорога.
C 1904 года восточную часть цокольного этажа здания занимает станция State Бостонского метро.
9 октября 1960 года Старому Капитолию был присвоен статус национального исторического памятника США, а 15 октября 1966 года он был внесён в Национальный реестр исторических мест США под номером 66000779.
В 2013 году отмечалось 300-летие здания Старого Капитолия, которое называют «самым историческим зданием Бостона».